# Сюзі Сканлан
Сюзі Сканлан   (англ. Susie Scanlan, 4 червня 1990) — американська фехтувальниця, олімпійська медалістка.

## Виступи на Олімпіадах
| Олімпіада   | Дисципліна      | Місце |
| ----------- | --------------- | ----- |
| Лондон 2012 | шпага, особисті | =33   |
| Лондон 2012 | шпага, командні | 3     |

## Зовнішні посилання
- Досьє на sport.references.com